# 鬼嵐力
鬼嵐 力（おにあらし ちから、1982年6月13日 - ）は、モンゴル国ウランバートル出身で朝日山部屋に所属していた元大相撲力士。本名はウルジーバヤル・ウルジージャルガル（モンゴル語キリル文字表記：Өлзийбаярын Өлзийжаргал）。最高位は西十両7枚目（2013年3月場所）。花籠部屋の元幕内・光龍は従兄弟。

## 人物
朝日山（大受）から熱心な勧誘を受けたことで訪日し、部屋見学した際に部屋の雰囲気の良さを感じたことで入門を決意し、2000年7月場所初土俵。同期入門には幕下付出で中立部屋（現・境川部屋）に入門した岩木山（最高位小結）がいる。初土俵から約4年で幕下に昇進するも、それ以降は幕下と三段目での足踏みが続いた。四股名を大毅から鬼嵐に変更した2007年9月場所からは幕下に定着。2010年7月場所前に発生した大相撲野球賭博問題では、野球賭博以外の賭博に関与したことを認め、翌9月場所前に日本相撲協会から譴責処分を受けた。
2012年5月場所、西幕下2枚目で5勝2敗と勝ち越し、翌7月場所での十両昇進を果たした。初土俵から71場所での十両昇進は千昇を抜いて、外国出身力士で最も遅い昇進となった。1997年5月に現師匠（元大関・大受）が朝日山部屋を継承して以降に入門している、大受の直弟子では初めての関取昇進者でもある。新十両会見では入門からの12年を振り返り「自分が12年間、ここでやったことが無駄だったと、人に言わせないために、絶対に上がりたかった」と思いを口にした。朝日山は「千昇が上がったなら、自分もできると思ったんじゃないか」と話していた。しかし、新十両場所とその次の場所は連続で負け越しに終わり、2場所で関取の座を明け渡した。その後、幕下陥落2場所目の2013年1月場所で初めての各段優勝となる幕下優勝を果たし、これが自身最後の勝ち越しとなった。場所直後の1月29日、部屋付の三役格行司・木村正直が死去し、これによる心労がその後の顕著な衰えを生み出した。翌3月場所で関取復帰。同年7月場所は5勝10敗と大敗し、翌9月場所では幕下に陥落した。その後も負け越しが続いて番付は後退を続け、結局9場所連続負け越しの末に2014年7月場所限りで現役引退を表明した。同年8月31日、東京・墨田区内の飲食店で断髪式を行い、横綱・日馬富士、鶴竜ら力士、部屋関係者ら約160人を前に今後モンゴルに帰国して貿易関係の職に就く意向を示した。現役時代は幕下が主戦場であったが2012年頃に結婚していることが明らかになり、7年前に都内で毎年開催されるモンゴル祭りで知り合った38歳の妻と3歳の娘が断髪式に同席していた。朝日山からはこの断髪式の際に「モンゴルから来て、14年間よく頑張ってくれたと思う。本人も悔いはないと思う。本当に頭がいい子だから、モンゴルに帰ってからの次の仕事でも成功してくれると思う」と労をねぎらわれた。現在はモンゴルへ帰国し、貿易関係の仕事に従事している。

## 主な成績
- 通算成績：310勝301敗10休 勝率.507
- 十両成績：27勝48敗 勝率.360
- 現役在位：84場所
- 十両在位：5場所
- 各段優勝
  - 幕下優勝：1回（2013年1月場所）

### 場所別成績
| | 一月場所 初場所（東京） | 三月場所 春場所（大阪） | 五月場所 夏場所（東京） | 七月場所 名古屋場所（愛知） | 九月場所 秋場所（東京） | 十一月場所 九州場所（福岡） |
| --- | ----------------------- | ----------------------- | ----------------------- | --------------------------- | ----------------------- | --------------------------- |
| 2000年 （平成12年） | x                       | x                       | x                       | （前相撲）                  | 西序ノ口41枚目 6–1      | 東序二段77枚目 1–0–6        |
| 2001年 （平成13年） | 東序二段118枚目 5–2     | 西序二段72枚目 3–4      | 東序二段86枚目 4–3      | 東序二段58枚目 4–3          | 東序二段35枚目 5–2      | 東三段目99枚目 3–4          |
| 2002年 （平成14年） | 東序二段15枚目 5–2      | 東三段目80枚目 4–3      | 西三段目61枚目 1–6      | 西三段目90枚目 4–3          | 東三段目75枚目 5–2      | 東三段目44枚目 2–5          |
| 2003年 （平成15年） | 西三段目71枚目 4–3      | 東三段目56枚目 5–2      | 東三段目30枚目 4–3      | 西三段目17枚目 1–6          | 東三段目55枚目 4–3      | 西三段目41枚目 2–5          |
| 2004年 （平成16年） | 西三段目62枚目 3–4      | 西三段目75枚目 5–2      | 東三段目44枚目 5–2      | 東三段目14枚目 5–2          | 西幕下53枚目 3–4        | 西三段目4枚目 5–2           |
| 2005年 （平成17年） | 西幕下43枚目 4–3        | 東幕下36枚目 2–5        | 西幕下50枚目 2–5        | 東三段目12枚目 3–4          | 東三段目28枚目 6–1      | 西幕下46枚目 1–6            |
| 2006年 （平成18年） | 東三段目15枚目 5–2      | 西幕下55枚目 5–2        | 西幕下36枚目 3–4        | 西幕下44枚目 3–4            | 東幕下54枚目 3–4        | 西三段目5枚目 5–2           |
| 2007年 （平成19年） | 東幕下56枚目 2–5        | 西三段目16枚目 3–4      | 西三段目35枚目 5–2      | 西三段目11枚目 4–3          | 西幕下60枚目 4–3        | 西幕下50枚目 4–3            |
| 2008年 （平成20年） | 西幕下39枚目 3–4        | 東幕下49枚目 5–2        | 東幕下31枚目 3–4        | 東幕下42枚目 3–4            | 東幕下51枚目 5–2        | 東幕下30枚目 4–3            |
| 2009年 （平成21年） | 東幕下23枚目 1–4–2      | 東幕下51枚目 4–3        | 西幕下41枚目 4–3        | 西幕下33枚目 4–3            | 東幕下27枚目 4–3        | 西幕下21枚目 3–4            |
| 2010年 （平成22年） | 東幕下26枚目 4–3        | 東幕下20枚目 4–3        | 東幕下15枚目 4–3        | 東幕下11枚目 3–4            | 東幕下14枚目 1–6        | 東幕下32枚目 3–4            |
| 2011年 （平成23年） | 東幕下38枚目 6–1        | 八百長問題 により中止   | 東幕下16枚目 5–2        | 西幕下筆頭 1–6              | 東幕下12枚目 4–3        | 東幕下8枚目 2–5             |
| 2012年 （平成24年） | 東幕下16枚目 4–3        | 東幕下11枚目 6–1        | 西幕下2枚目 5–2         | 西十両12枚目 6–9            | 西十両14枚目 3–12       | 東幕下8枚目 5–2             |
| 2013年 （平成25年） | 東幕下筆頭 優勝 7–0     | 西十両7枚目 6–9         | 西十両9枚目 7–8         | 東十両10枚目 5–10           | 東幕下筆頭 3–4          | 東幕下4枚目 2–5             |
| 2014年 （平成26年） | 東幕下14枚目 3–4        | 東幕下19枚目 2–3–2      | 西幕下34枚目 2–5        | 東幕下50枚目 引退 3–4–0     | x                       | x                           |
| 各欄の数字は、「勝ち-負け-休場」を示す。 優勝 引退 休場 十両 幕下 三賞：敢=敢闘賞、殊=殊勲賞、技=技能賞 その他：★=金星 番付階級：幕内 - 十両 - 幕下 - 三段目 - 序二段 - 序ノ口 幕内序列：横綱 - 大関 - 関脇 - 小結 - 前頭（「#数字」は各位内の序列） |                         |                         |                         |                             |                         |                             |

## 改名歴
- 大恩児 力（だいおんじ ちから）2000年7月場所-2005年3月場所
- 大毅 力（だいき -）2005年5月場所-2007年7月場所
- 鬼嵐 力（おにあらし -）2007年9月場所-2014年7月場所

## その他
- 朝日山部屋生え抜きの外国出身力士はそれまで8名いたが、関取に昇進した力士は鬼嵐が初めて。他の部屋から移籍してきた力士を含めると、桐山部屋から移籍してきた幕内・德瀬川（モンゴル出身）がいるが、大相撲八百長問題が発生し本場所を迎えないまま引退しているため（2011年5月技量審査場所順席には名前が残っている）、場所に出場した力士は鬼嵐が初めてだった。
- 2013年7月場所の初日には、外国人力士としてのスピード関取昇進1位記録（前相撲から取った力士全体では初土俵から所要8場所で3位タイ）を持つ大砂嵐と対決。外国人力士のスロー関取昇進記録1位（初土俵から所要71場所）を持つ自身との対決であったこの1番は大砂嵐の勝利であった。